# Antiracotis zebrina
Antiracotis zebrina är en fjärilsart som beskrevs av W. Warren 1899. Antiracotis zebrina ingår i släktet Antiracotis och familjen mätare. Inga underarter finns listade i Catalogue of Life.